# 진 (밴드)
진 (Jinn, 일본어: ジン)는 일본의 4인조 밴드이다. SMEJ에 소속되어 있다.

## 구성원
- ひいたん (보컬)

1987년 3월 3일 출생
- ハルカ (기타, 코러스, 스트링)

1986년 5월 16일 출생
- もとき (베이스)

1985년 7월 10일 출생
- 哲之 (드럼)

1987년 1월 19일 출생

## 작품

### 앨범
- 레밍그스 (2007년 2월 28일 발매)
- 쿠올리아 (2008년 2월 6일 발매)

### 싱글
- 雷音
- 마라카이트 (2006년 11월 22일 발매)
- 해독불능 (2007년 1월 31일)
- "Vuena Vista